# Telaranea neesii
Telaranea neesii là một loài rêu tản trong họ Lepidoziaceae. Loài này được (Lindenb.) Fulford miêu tả khoa học lần đầu tiên năm 1963.